# Abraham Firkowicz
Abraham Firkowicz (wł. Abraham ben Szmuel Firkowicz, hebr. אברהם בן שמואל; ur. ok. 1786 w Łucku na Wołyniu, zm. 17 czerwca 1874 Czufut-Kale na Krymie) – karaimski uczony, duchowny, działacz społeczny, literat, archeolog i kolekcjoner starożytnych rękopisów.

## Życiorys
Urodził się w patriarchalnej rodzinie karaimskiej w Łucku, gdzie podjął naukę w szkole karaimskiej, badając egzegezę Biblii hebrajskiej oraz dzieła teologii karaimskiej. W 1812 roku został nauczycielem religii w miejscowej szkole parafialnej, a sześć lat później został mianowany młodszym hazzanem. Niedługo później na skutek zatargu ze zwierzchnikami został zmuszony do opuszczenia rodzinnego miasta.
W 1830 roku rozpoczął działalność badawczą. Na początku udał się na pielgrzymkę do Ziemi Świętej. Odwiedził tam najstarszą kienesę karaimską w Jerozolimie, odnajdując w niej starożytne rękopisy hebrajskie. Otrzymał zaszczytny tytuł Hadżiego, czyli pielgrzyma. W 1831 roku w pracował w Konstantynopolu jako nauczyciel religii. W Stambule wydał Biblię w przekładzie karaimskim (edycja stambulska). Rok później wyjechał do Eupatorii, gdzie kontynuował działalność wydawniczą.
W 1839 roku rozpoczął badania archeologiczne w Mangup oraz na cmentarzu karaimskim w Czufut-Kale na Krymie. W 1843 roku wyjechał na Bliski Wschód, skąd przywiózł bogaty zbiór manuskryptów hebrajskich. Osiągnięcia, których dokonał, zyskały zainteresowanie rosyjskich środowisk orientalistycznych, a w 1856 roku najcenniejszą część zbiorów jego rękopisów zakupiła Cesarska Biblioteka Publiczna w Petersburgu.
Abraham Firkowicz pod koniec życia osiadł w Trokach koło Wilna. W 1856 roku został powołany do grona Wileńskiej Komisji Archeologicznej, która powstała z inicjatywy Eustachego hr. Tyszkiewicza. Został uhonorowany również członkostwem w odeskim i petersburskim towarzystwie naukowym. W 1871 roku odwiedził gminę karaimską w Haliczu. W trakcie przejazdu przez Wiedeń, na polecenie cesarza Franciszka Józefa I, został jedyny raz w życiu sfotografowany. Rok później wydał w Wilnie Awne Zikkaron zawierający zbiór inskrypcji z nagrobków karaimskich w Czufut-Kale, pamiętniki i opisy podróży na Wschód.
Dzięki swoim wpływom Firkowicz wyjednał u władz zaboru rosyjskiego zgodę na utworzenie niezależnego Karaimskiego Zarządu Duchownego z siedzibą w Trokach, co miało wpływ na autokefalię Karaimskiego Związku Religijnego w Polsce.
Zmarł w wieku 88 lat w Czufut-Kale, gdzie został pochowany. W swoich badaniach dotyczących historii i starożytności Karaimów Firkowicz zasłynął szczególnie tezą o ich przybyciu na Krym jeszcze przed śmiercią Jezusa. Oznaczało to, że są oni Żydami przedtalmudycznymi i z tego powodu nie powinno się ich traktować w Rosji jednakowo jak wyznawców judaizmu.